# Frances Brandon

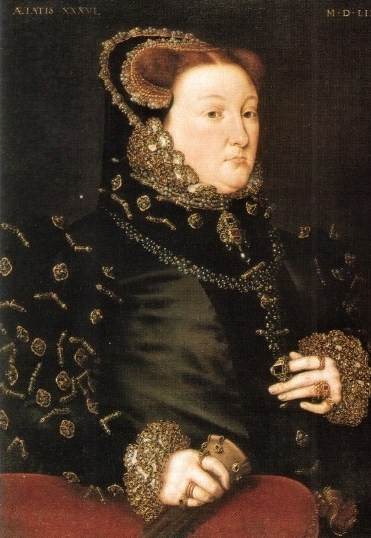
Frances Brandon.

Frances Brandon, hertogin van Suffolk (Hatfield, 16 juli 1517 – Londen, 20 november 1559) was een Engelse edelvrouw.

## Levensloop

### Jeugd en eerste huwelijk
Frances Brandon was het tweede kind en de oudste dochter van Charles Brandon, hertog van Suffolk, uit diens huwelijk met Maria Tudor, dochter van koning Hendrik VII van Engeland en jongere zus van koning Hendrik VIII. Ze werd opgevoed onder het toezicht van haar moeder, was een jeugdvriendin van de latere koningin Maria I van Engeland en had een nauwe band met dier moeder Catharina van Aragon, de eerste echtgenote van Hendrik VIII.
In 1533 huwde ze in Suffolk Palace met Henry Grey (1515-1554), markgraaf van Dorset. Het echtpaar kreeg eerst een zoon en een dochter die op jonge leeftijd stierven en vervolgens nog eens drie dochters die de vroege kindertijd overleefden: 
- Jane (1537-1554), huwde in 1553 met Lord Guilford Dudley
- Catherine (1540-1568), huwde in 1553 met Lord Henry Herbert (huwelijk werd in 1554 ontbonden) en daarna in 1560 met Edward Seymour, graaf van Hertford (huwelijk werd in 1562 ontbonden)
- Mary (1545-1578), huwde in 1571 met Thomas Keyes.

Frances werd beschouwd als een energieke en sterke dame. Haar residentie in Bradgate Park was een klein paleis in Tudorstijl. Na de dood van haar vader en twee broers ging de titel van hertog van Suffolk terug naar de Engelse kroon, waarna koning Eduard VI die titel aan Frances' echtgenoot schonk. Ook stond ze erop dat haar dochters een goede opleiding zouden krijgen. Rond 1541 werd John Aylmer, de latere bisschop van Londen, kapelaan van Suffolk en de leraar Grieks van Frances' oudste dochter Jane.

### Aan het hof
Als nicht van koning Hendrik VIII was Frances vaak aan het Engelse koninklijke hof. Via haar vriendschap met Catharina Parr, de zesde en laatste echtgenote van Hendrik VIII, verzekerde ze haar dochter Jane van een plaats in het hofhouding van de koningin en kwam die in contact met de latere koning Eduard VI, die in 1547 zijn vader opvolgde als koning van Engeland. Daarna volgde Jane Catharina Parr, die niet veel later hertrouwde met Thomas Seymour, naar haar nieuwe residentie.
Frances zelf was derde in lijn van de Engelse troonopvolging, na Eduards halfzussen Maria en Elizabeth I, daar de nakomelingen van Hendriks oudere zus Margaretha Tudor en dier echtgenoot Jacobus IV van Schotland uitgesloten waren van de troon. Ze zag haar dochter Jane als een potentiële echtgenote voor koning Eduard VI. Toen Jane na de dood van Catharina Parr in september 1548 terugkeerde naar haar familie, drong Thomas Seymour erop aan dat hij aangesteld zou worden als Janes voogd en dat ze zou terugkeren naar zijn hofhouding. Dit gebeurde en Jane verhuisde naar de appartementen van Catharina Parr. Seymour was vastberaden om een huwelijk tussen de koning en Jane Grey te regelen, maar Eduard begon stilaan wantrouwig tegenover hem te worden. In een ultieme wanhoopspoging drong Thomas Seymour de slaapkamer van de koning binnen in een poging hem te ontvoeren, waarbij hij Eduards hond, die zijn baasje wilde verdedigen, doodschoot. Niet lang daarna werd Seymour wegens verraad ter dood veroordeeld en in maart 1549 onthoofd. De familie Grey kon de koning overtuigen van hun onschuld en Jane werd terug naar huis geroepen. Frances en haar echtgenoot Henry Grey verloren in die periode hun hoop om hun oudste dochter uit te huwelijken aan de koning, aangezien Eduard VI steeds zieker werd en waarschijnlijk niet lang meer zou leven. Volgens contemporaine bronnen was haar familie vervolgens van plan om haar uit te huwelijken aan Edward Seymour, zoon van Lord Protector Edward Seymour die niet veel later echter zijn macht verloor. 
In mei 1553 huwde Jane Grey uiteindelijk met Guilford Dudley, een zoon van John Dudley, hertog van Northumberland en de facto regent van Engeland onder koning Eduard VI. Dezelfde dag huwde ook Frances' jongere dochter Catherine met Henry Herbert, zoon van William Herbert, graaf van Pembroke. Een maand later werd koning Eduard VI ernstig ziek. Als hij opgevolgd zou worden door zijn katholieke halfzus Maria, kon dit de Reformatie in Engeland in gevaar brengen. Eduard verzette zich dan ook tegen de opvolging door Maria, maar besloot ook zijn andere halfzus Elizabeth uit te sluiten van troonsopvolging. In plaats daarvan wees hij Jane Grey aan als erfopvolgster. Door dit te doen sloeg hij ook Frances over, aangezien zij eigenlijk de nieuwe troonopvolgster had moeten worden. Aanvankelijk waren Frances en haar echtgenoot ontstemd, maar na een privéaudiëntie met de koning besloot ze haar aanspraken op de Engelse troon op te zeggen ten voordele van haar dochter Jane en gingen zij en haar echtgenoot akkoord met zijn plannen. Ook John Dudley steunde het besluit van Eduard VI.

### Koningin-moeder
Nadat Eduard VI op 6 juli 1553 overleed, werd Jane Grey op 10 juli tot koningin benoemd. Ze had zeer haar twijfels, maar Frances wist haar dochter te overtuigen dat zij de rechtmatige koningin was. Haar koningschap was echter van zeer korte duur, aangezien ze na negen dagen al werd afgezet door Eduards halfzus Maria I. Frances' echtgenoot Henry Grey werd opgepakt, maar werd enkele dagen later dankzij haar interventie vrijgelaten. Nadat ze gehoord had van de arrestatie, ging ze midden in de nacht naar de koningin om haar familie vrij te pleiten. Frances Brandon slaagde in haar opzet door alle schuld in de schoenen van Dudley te schuiven. Haar dochter Jane had in zijn huishouden namelijk een voedselvergiftiging opgelopen en dacht daardoor dat Dudley haar wilde vermoorden. De hertogin misbruikte de vermoedens van haar dochter door Dudley ervan te beschuldigen dat hij haar hele familie wilde ombrengen. Na de audiëntie van Frances Brandon overwoog Maria effectief om Jane en haar vader Henry Grey vergiffenis te schenken.
Dit veranderde echter toen Thomas Wyatt op 25 januari 1554 opriep om in opstand te komen tegen de koningin. Henry Grey vervoegde zich bij de rebellerende edelen, maar werd gevangengenomen door Francis Hastings, graaf van Huntingdon. In februari werd de opstand neergeslagen. De opstandelingen hadden het plan opgevat om Maria, die wilde trouwen met koning Filips II van Spanje, af te zetten als koningin en te vervangen door ofwel haar halfzus Elizabeth ofwel Jane Grey. Die was hierdoor te gevaarlijk geworden voor Maria en op 12 februari 1554 werd ze samen met haar echtgenoot onthoofd. Elf dagen later volgde ook de executie van Frances' echtgenoot Henry Grey. Frances zelf, die in die periode even werd opgesloten in de Tower of London, bleef achter met twee jonge dochters en riskeerde financieel geruïneerd te worden. Ze had geen eigen bezittingen en omdat haar echtgenoot als verrader was veroordeeld, werden zijn bezittingen in beslag genomen door de Kroon. Frances probeerde vervolgens bij de koningin om genade te smeken, maar dit mislukte.

### Laatste jaren en tweede huwelijk
Frances leefde in armoede tijdens het bewind van Maria I. Ze werd door de koningin in de gaten gehouden en in april 1555 was er sprake van dat ze zou huwen met Edward Courtenay, een afstammeling van het huis Plantagenet. Omdat hun kinderen in aanmerking zouden komen voor de Engelse kroon, zou dit haar veiligheid echter in gevaar kunnen brengen. De huwelijksplannen gingen daarom niet door en uiteindelijk huwde Frances in 1555 met haar stalmeester Adrian Stokes (1519-1586). Ze kregen drie kinderen:
- Elizabeth (1554), doodgeboren
- Elizabeth (1555-1556)
- een doodgeboren zoon (1556)

Frances Brandon stierf op 20 november 1559 en werd op kosten van koningin Elizabeth I bijgezet in Westminster Abbey.